# Leeds City Varieties
Leeds City Varieties er en Grade II* listed building varieté i Leeds i West Yorkshire i England.
Bygningen opførtes i 1865 som et supplement til White Swan Inn i Swan Street, og det oprindelige interiør er stort set uændret. Sammen med Hoxton Hall og Wilton's Music Hall (begge i London), er det et sjældent overlevende eksempel på klunketidens varietéer fra 1850'erne og 1860'erne. Interiøret er en lang rektangel, med kasser adskilt af støbejernssøjler langs siderne i cirklens niveau.
Teatret blev grundlagt af den lokale pubejer og velgører Charles Thornton og blev oprindeligt kaldt "Thorntons New Music Hall and Fashionable Lounge". Navnet ændredes efterfølgende til White Swan Varieties og derefter Stansfield's Varieties, før det blev til City Palace of Varieties. Charlie Chaplin, Marie Lloyd og Houdini er blandt de kunstnere, der optrådte dér.
Mellem 1953 og 1983 opnåede teatret national berømmelse som mødested for BBC's tv-program "De gode gamle dage" (engelsk: "The Good Old Days"), en genskabelse af tidligere tiders varieté med Leonard Sachs som allitterative formand og mange kendte og mindre kendte kunstnere. Stedet giver stadig anledning til live "Good Old Days" varieté-begivenheder i løbet af tre weekender i foråret og fire i efteråret, samt pantomime og ent regelmæssigt program for stand-up samt koncerter.